# Isabell Kaiser
Isabell Kaiser (* 24. Juli 1992 in Buxtehude) ist eine ehemalige deutsche Handballspielerin.

## Karriere
Isabell Kaiser spielte anfangs beim VfL Sittensen und beim TuS Jahn Hollenstedt. Im Jahre 2010 schloss sich die Kreisläuferin dem Bundesliga Buxtehuder SV an. Vier Jahre später wechselte sie zum Zweitligisten SG Handball Blau-Weiß Rosengarten-Buchholz. Mit Rosengarten stieg sie 2015 in die Bundesliga auf. Nach der Saison 2015/16 kehrte Kaiser zum Buxtehuder SV zurück. Mit dem BSV gewann sie 2017 den DHB-Pokal. Im DHB-Pokalfinale erzielte sie einen Treffer. Ab dem Sommer 2019 absolvierte sie ein Auslandssemester in Sydney.